# Povrch Venuše

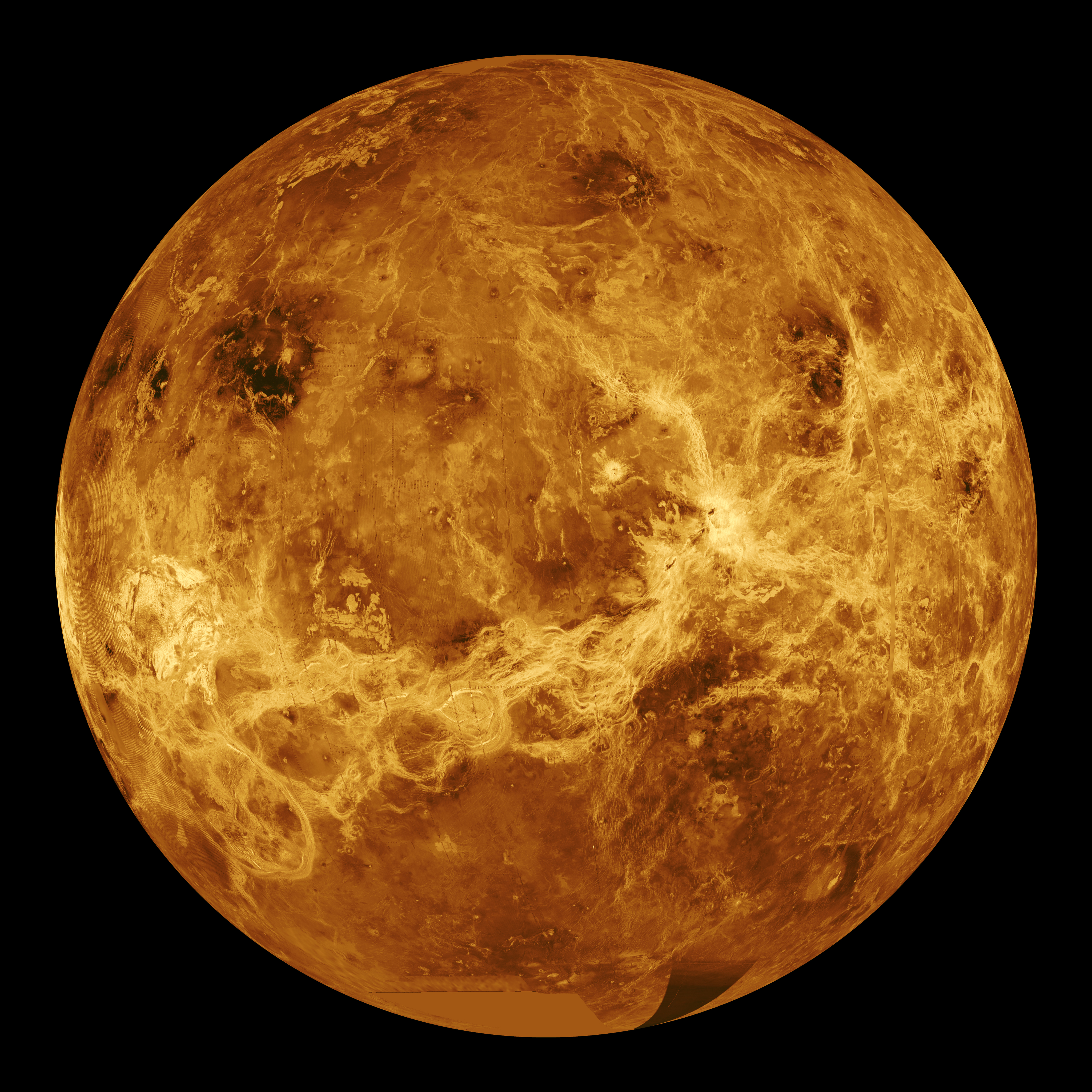
Oblast Aphrodite Terra

Planeta Venuše má pomalou zpětnou rotaci, což znamená, že rotuje z východu na západ namísto ze západu na východ jako většina ostatních planet. (Pluto a Uran mají také zpětnou rotaci, ačkoliv Uranova osa, vychýlená o 97,86°, leží téměř vodorovně s jeho oběžnou drahou.) Důvod není znám, pravděpodobně jde o následek kolize s velmi velkým asteroidem v daleké minulosti. Kromě neobvyklého zpětného pohybu je navíc rotace Venuše na její oběžné dráze synchronizována tak, že v době nejbližšího přiblížení k Zemi (mezi dvěma dolními konjunkcemi uběhne 5,001 Venušina dne) se k ní natáčí vždy stejnou stranou. Tato vlastnost může být zapříčiněna slapovými silami, které ovlivňují Venušinu rotaci, kdykoliv se planety dostanou dost blízko sebe, nebo může jít jen o shodu okolností.
Venuše má na svém povrchu dvě „kontinentální“ vrchoviny, které se zvedají z nedozírných plání. Ze severní vrchoviny Ishtar Terra (Ištařina zem) se vypínají Venušiny největší hory Maxwell Montes (zhruba o 2 km vyšší než Mount Everest) nazvané po Jamesi Clerku Maxwellovi, které obklopují pláň Lakshmi Planum. Ishtar Terra je velikostí rovna Austrálii. Na jižní polokouli je ještě větší Aphrodite Terra (Afroditina zem), velikostí rovná Jižní Americe. Mezi těmito dvěma vrchovinami se nachází řada širokých prohlubní jako například Atalanta Planitia, Guinevere Planitia a Lavinia Planitia. Kromě hor Maxwell Montes jsou všechny povrchové útvary na Venuši pojmenovány po skutečných nebo mytologických ženách. Díky Venušině husté atmosféře, zbrzďující meteory během jejich pádu k povrchu, se zde nevyskytují žádné impaktní krátery menší než 3,2 km v průměru.
Zdá se, že téměř 90 % Venušina povrchu tvoří nedávno ztuhlá vrstva čedičové lávy, jen výjimečně narušená meteorickým kráterem. To napovídá, že planeta nedávno podstoupila velké přetvoření povrchu. Vnitřek Venuše je pravděpodobně podobný Zemi: železné jádro o průměru 6000 km s roztaveným kamenným pláštěm tvořícím největší část planety. Poslední výsledky z gravitačního měření sondy Magellan nasvědčují, že Venušina kůra je silnější a tlustší, než se dříve předpokládalo. Existuje teorie, že Venuše neuvolňuje vnitřní energii pohyby tektonických desek jako Země, ale namísto toho v pravidelných intervalech prodělává masívní vulkanickou činnost, která zalévá její povrch čerstvou lávou; nejstarší geomorfologické útvary jsou staré pouze 800 miliónů let, zatímco zbytek povrchu je výrazně mladší (i když většinou ne méně než několik stovek miliónů let). Nyní se předpokládá, že Venuše je stále vulkanicky činná v izolovaných geologicky aktivních bodech.
Venušino vlastní magnetické pole je ve srovnání s ostatními planetami sluneční soustavy velmi slabé. Možnou příčinou je její pomalá rotace, nedostatečná k rozpohybování vnitřního dynama z tekutého železa. Sluneční vítr proto přímo zasahuje Venušinu horní atmosféru. Uvažuje se,[zdroj?] že Venuše měla původně stejné množství vody jako Země, ale v důsledku bombardování slunečními částicemi se voda rozložila na vodík a kyslík. Vodík díky své nízké hmotnosti snadno unikl do prostoru, kyslík se sloučil s atomy kůry a zmizel z atmosféry. Poměr vodíku a deuteria (které nemůže unikat tak rychle) ve Venušině atmosféře tuto teorii podporuje. Studie ale ukazuje, že Venuše patrně nikdy neměla kapalnou vodu na povrchu. Díky suchu jsou kameny na Venuši těžší a tvrdší než na Zemi, což vede k prudším horám, útesům a dalším nezvyklým rysům.
Dříve se mělo za to, že kolem Venuše krouží měsíc zvaný Neith po mytické bohyni ze Sais (jejíž závoj žádný smrtelník nezvedne), poprvé pozorovaný Giovannim Domenicem Cassinim v roce 1672. Sporadická astronomická pozorování pokračovala až do roku 1892, kdy byla zpochybněna (šlo pouze o slabé hvězdy, které se náhodně vyskytly ve správnou dobu na správném místě) a od té doby je Venuše známá jako planeta bez měsíců.